# 碣石镇
22°49′06.7″N 115°49′49.7″E / 22.818528°N 115.830472°E
碣石镇是中华人民共和国广东省汕尾市所代管之陆丰市（县级市）下辖的一个乡镇级行政单位。位于广东省东南部碣石湾畔。
全镇总面积为118．36平方公里，海岸线40.3公里。地理上分碣北、碣石、碣南三片，而行政上则分为37个行政村及4个社区，总户籍人口约23万。
作为陆丰三大经济强镇及陆丰五大港口之一，碣石镇2005年的GDP达到34.82亿元，工农业总产值达到39.62亿元。也因悠久的历史与强大的经济活力，被国务院及中共广东省委等授予“全国重点镇”、“广东省中心镇”、 “广东省历史文化名镇”、“中国历史文化名镇”、“国家一级渔港”等荣誉称号。

## 历史

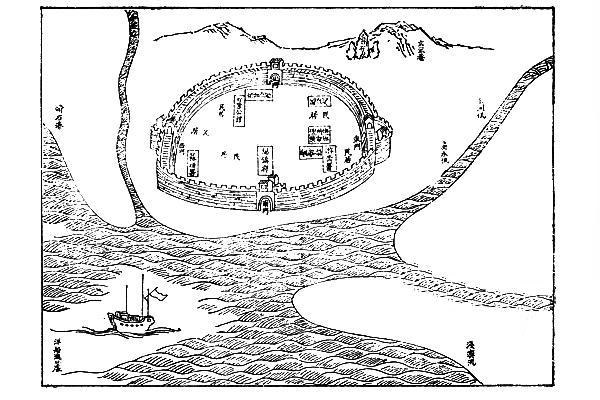
清乾隆十年修《陆丰县志》所载之碣石卫城图

### 唐宋
碣石镇建邑历史悠久，古称石桥场。唐代元和末年便有规模人口，当时朝廷在此设石桥盐场，由官府配制，交予商人纳榷贩运，出产之食盐供应海丰县全县（当时海丰县未析出陆丰县）。

宋代起，朝廷开始在碣石镇设防保疆，碣石自此成为海防重镇。

### 明清
明洪武二十二年（1389年）朝廷为抵御东南沿海倭寇侵犯，遂设立碣石卫，时辖海丰、平海、甲子、捷胜四个千户所军士，为全国三十六卫之一。后于洪武二十七年（1394年）十月，广东都指挥使花茂请命率军筑城，碣石卫成为当时广东海防驻军七镇之一。

明亡后，清代初期朝廷沿用旧制保留卫所制度。但为了削弱华南沿海居民与郑成功等抗清势力的联系，朝廷先后于顺治十三年（1656年）与顺治十八年（1661年）颁布了禁海令与迁界令 ，致使康熙三年（1664年）碣石镇总兵苏利抵制朝廷强迫居民内迁政策，举兵叛乱，但不久后便被平南王尚可喜剿灭，而碣石卫城也随之败废。后朝廷思虑碣石为广东东西分洋界点，作为惠州府、潮州府的门户，其海防地位居重，战略地位无可替代，遂于康熙八年（1669年）又派遣总兵一员重置碣石卫，复建碣石卫城。到雍正七年（1729年）朝廷因卫城规模扩大军民杂处难以节制，设立惠州府海防军民同知一员，驻碣石卫城，对军民实行统一管理 。雍正九年（1731年），朝廷以海丰县东部之石帆、坊廓、吉康三都新设陆丰县，碣石随石帆都析出，自此纳入陆丰县治版图。

“廣東南境皆瀕海，自東而西，歷潮、惠、廣、肇、高、雷、廉七郡，而抵越南。其東境始於南澳，與閩海接界。潮郡支山入海，有廣澳、赤澳諸島，皆水師巡泊所在。迤西為惠州，民性剽悍，與潮郡無異，設碣石鎮總兵以鎮之。”
（《清史稿》卷一百三十八，段十四 ）

“赤澳一洋，自甲子南至淺澳、田尾、遮浪、汕尾、鮜門、港天、星平海，雖屬惠州而山川人性，與潮無異，故立碣石鎮以扼其中。”
（《海國圖志》卷七十七，段八）

### 现代
1996年3月广东省人民政府撤销了位于碣石镇北部的碣北镇，并将其辖地并入碣石镇，同时成立了副县处级的碣石经济技术试验区。

## 地理

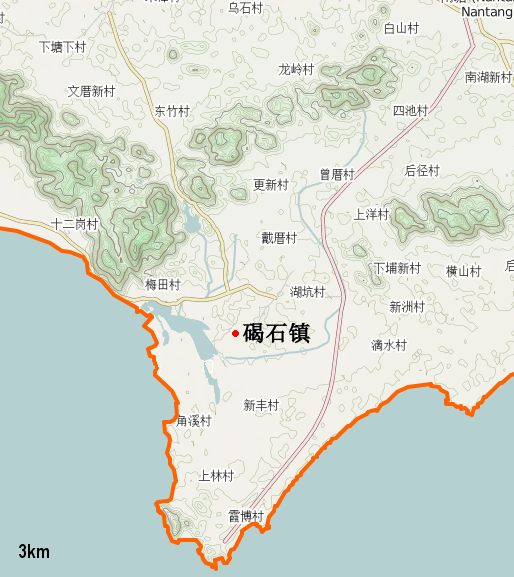
碣石镇地形与位置

### 位置
碣石镇位于广东省陆丰市东南部碣石湾畔，南面临南海，东面与湖东镇相邻，东北及北面接壤南塘镇，西北分别连接桥冲镇与金厢镇，西面隔碣石湾遥对汕尾市区。
若只计陆地不计海域其辖区介于东经E115°47′53.71″～E115°53'34.9"，北纬N 22°44'16.9"～N 22°51'36.4"之间，总陆地面积为118．36平方公里，海岸线40.3公里。

### 地形
碣石镇依山濒海，地势北高南低，自北向南分为碣北、碣石、碣南三片。
碣北一片主要为山地、林地与丘陵，兼有河流与滩涂，分布有数个自然村。
碣石一片为主要街区，平原地形，有河流自碣北起源贯穿碣石而过。
碣南一片为半岛，走势为西北向东南呈钩状倾斜，沿海一带为沙滩、林地及丘陵。于南部有田尾山。

### 气候
碣石镇地处华南，背山面海，属亚热带季风气候。
其夏季炎热湿润，雨量充沛，主要特点是雨热同季，每年3月下旬至4月上旬这段时间开始，到10月中旬之间为雨季，也是全年光照最为充足，热量最多季节。其年平均气温为21－22℃；年平均最高气温26℃，年平均最低气温19℃左右，年平均日照时数为1900－2100小时，日照百分率为44%－48%。年平均降雨量为1800－2400mm。
夏季过后的冬季温和干燥，光照充足，但偶发干旱灾害。
春早秋迟是碣石镇秋冬季的特点，每年等到10月底才开始气温下降，进入秋季，而冬季只延续不足一月长，最冷月1月份的月平均气温14℃左右。翌年2月初开始进入初春。

## 交通

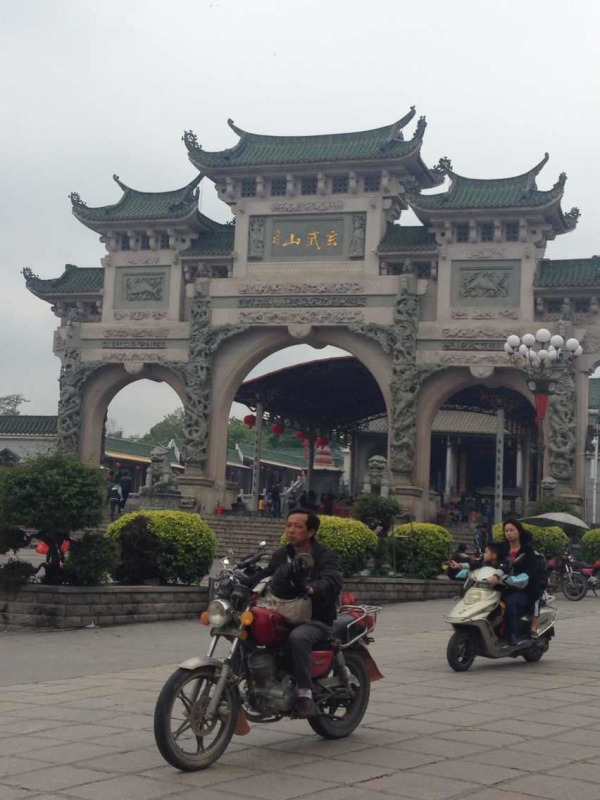
行驶过玄武山南门前的摩托车

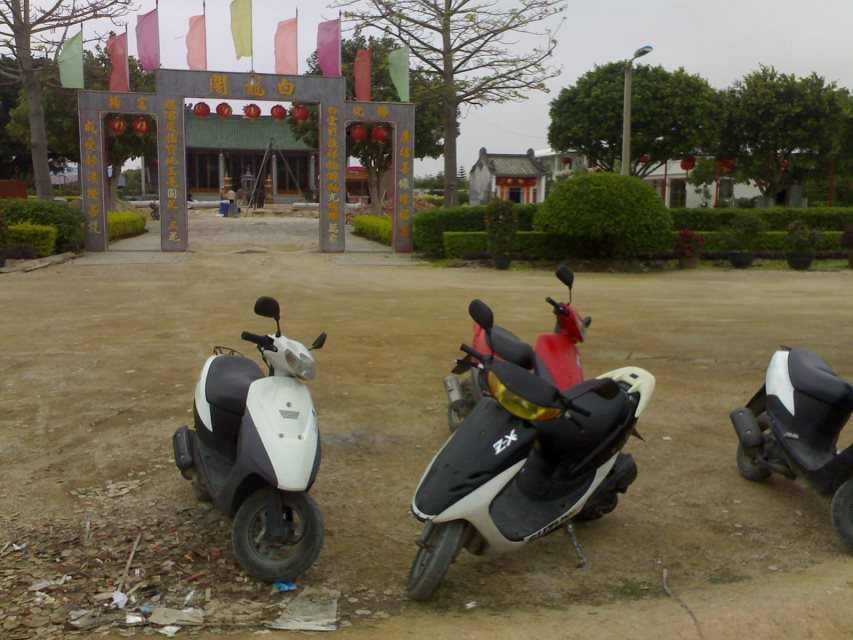
碣石镇白龙阁牌坊前停放的摩托车

### 镇内交通
碣石镇内的主干道为从莲花池（原“三只马”）开始延伸并贯穿镇中心到华陆大厦为止的锦江大道（当地俗称“三十米”大道）。当地居民出行的交通工具多用摩托车。

### 对外交通
碣石镇境内通过228国道可向西面直通金厢镇，向东北方连接南塘镇。

因镇内有大量人口常年出门在外读书就业，因此每天都有固定班车来往于汕尾市城区、陆丰市市区、以及珠江三角洲的广州市、深圳市、惠州市等地。

## 行政区划
碣石镇下辖4个社区与37个行政村：
西门社区、诗书社区、水朝社区、后城社区、红坡村、红卫村、港口村、包一村、包二村、灶背村、海英村、围仔村、新丰村、浅海村、浅澳村、田头园村、后埔村、新饶村、上林村、北城村、南城村、角清村、前堆村、上洋村、曾厝村、角洋村、草洋村、戴厝村、角溪坂村、新布村、梅田村、霞博村、桂林村、湖坑村、桥头村、滴水村、六桃村、南溪村、新酉村、莲花村和更新村。
注：南海诸岛的四大群岛之一东沙群岛，于中华人民共和国政府行政区划中，曾划归广东省陆丰市碣石镇管辖，現属广东省汕尾城区遮浪街道管辖。但实际上一直被中华民国军事占领并实施管理，划归高雄市旗津區，而中华人民共和国政府则一直宣称拥有该群岛的主权。

## 经济
碣石镇发展较早，基础设施较为完善，是陆丰市三大经济强镇之一。

### 工商业
碣石全镇拥有各类集体、私营企业1200多家，主要产品有圣诞工艺品、服装、玩具、家具、扬声器、蜡烛、木雕、麦秆画等。而圣诞工艺品、服装、玩具三个系列是碣石镇工业生产的“龙头”产品，特別是圣诞工艺品，常年出口远销至欧美、东南亚、日本、韩国各国。碣石也因此被广东省委评定为“广东省（圣诞品）技术创新专业镇”。2011年全镇工业总产值54.59亿元人民币。

### 农渔业
碣石渔港属于国家一级渔港，也是广东十大渔港之一。

其海域面积约有5500平方公里，渔场广阔，渔资丰富；主要海产品有鲍鱼、龙虾、对虾、鲈鱼、鱿鱼、鳗鱼、膏蟹等。

### 旅游业
国家4A级旅游景区玄武山位于碣石镇北郊。坐落于山内的元山寺 ，始建于南宋建炎元年（1127年），是佛道合流的宗教活动场所，也是粤东地区一处历史悠久、驰名海内外尤其是东南亚的名胜古迹，并且是閩南民系的佛教及道教的信仰中心，每年接待国内外游客数十万。寺内保存有大量寺藏历史文物，於2001年被国家列入第五批全国重点文物保护单位。

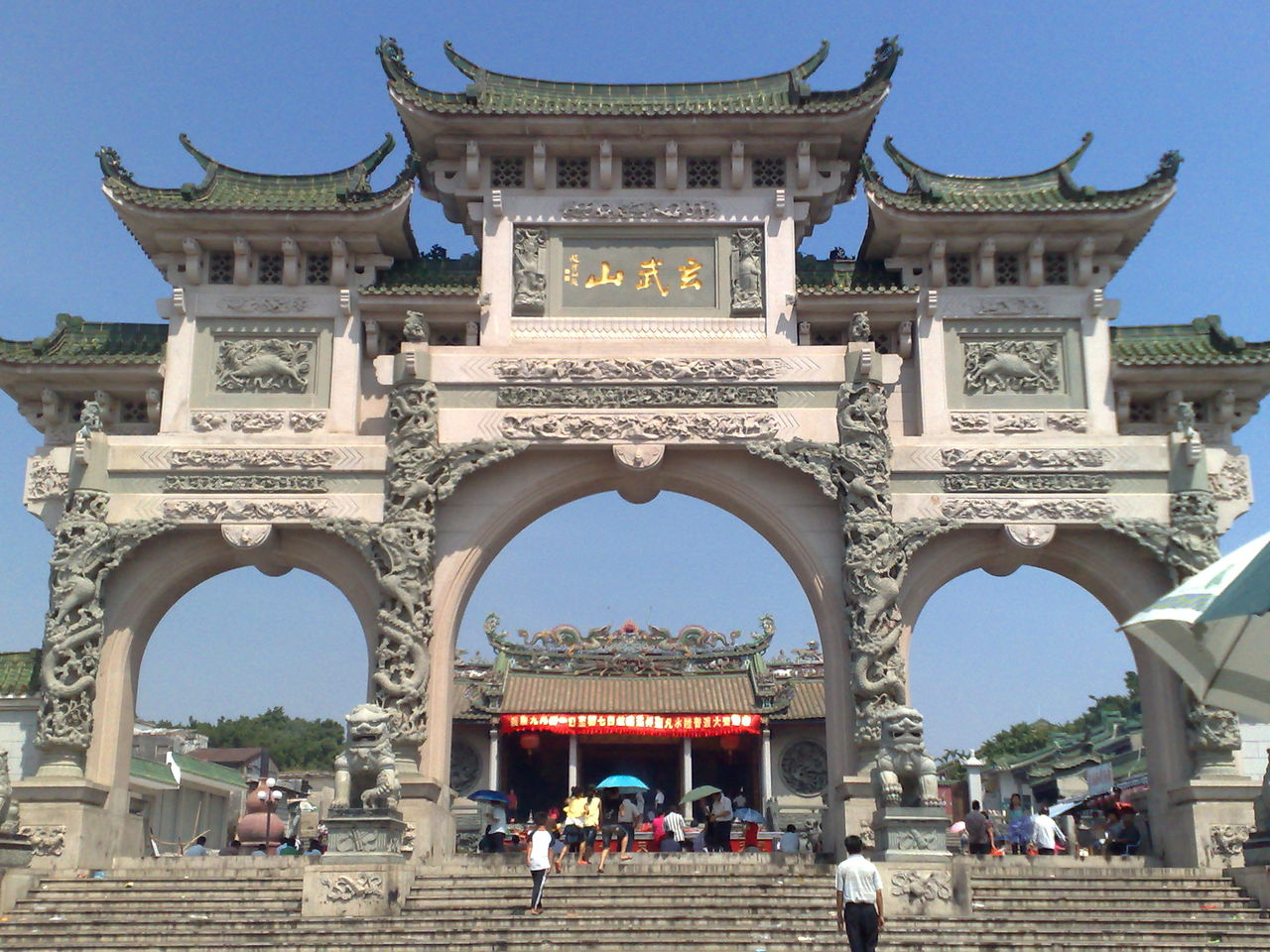
玄武山南门牌坊
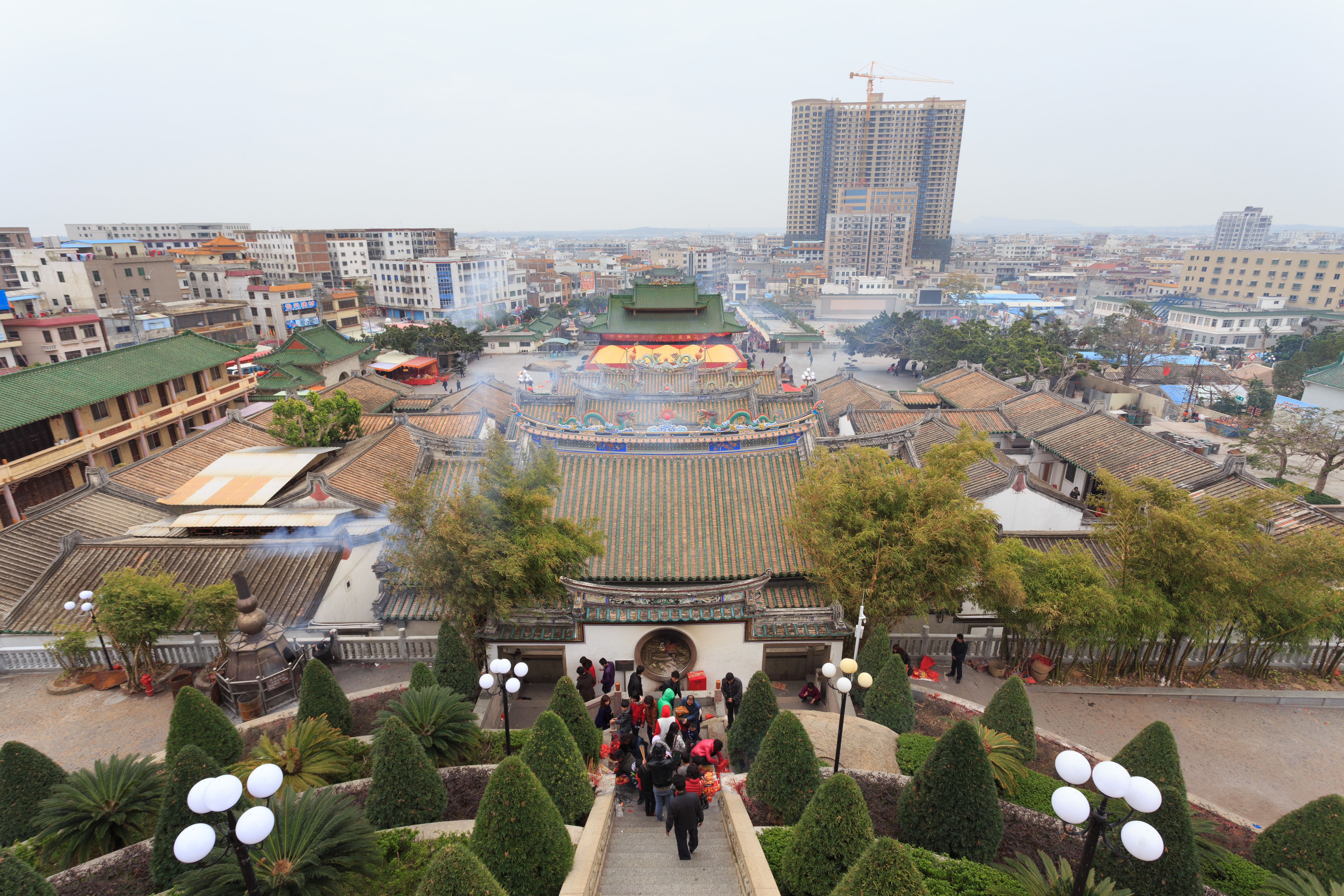
玄武山元山寺俯瞰
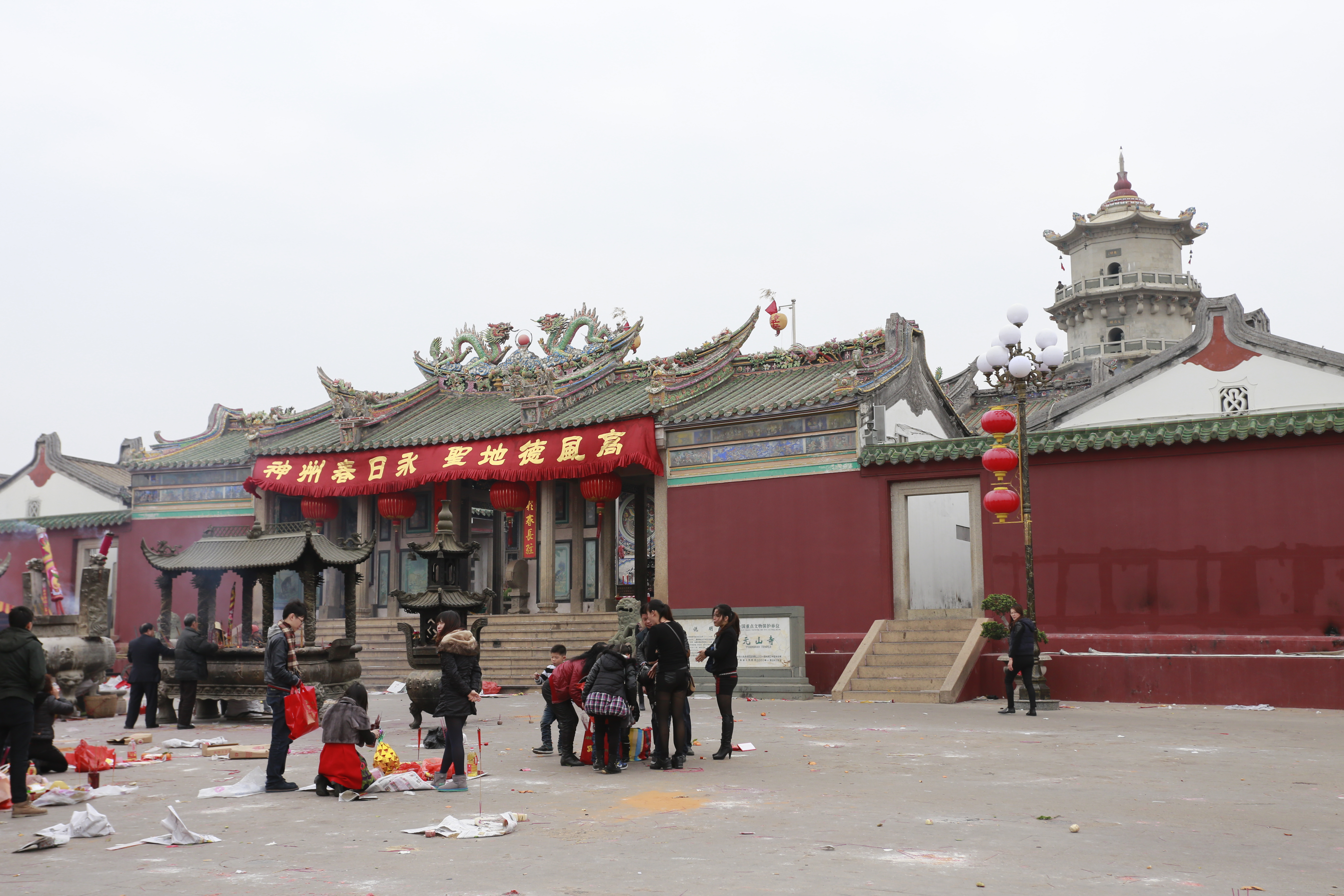
玄武山内参拜的民众
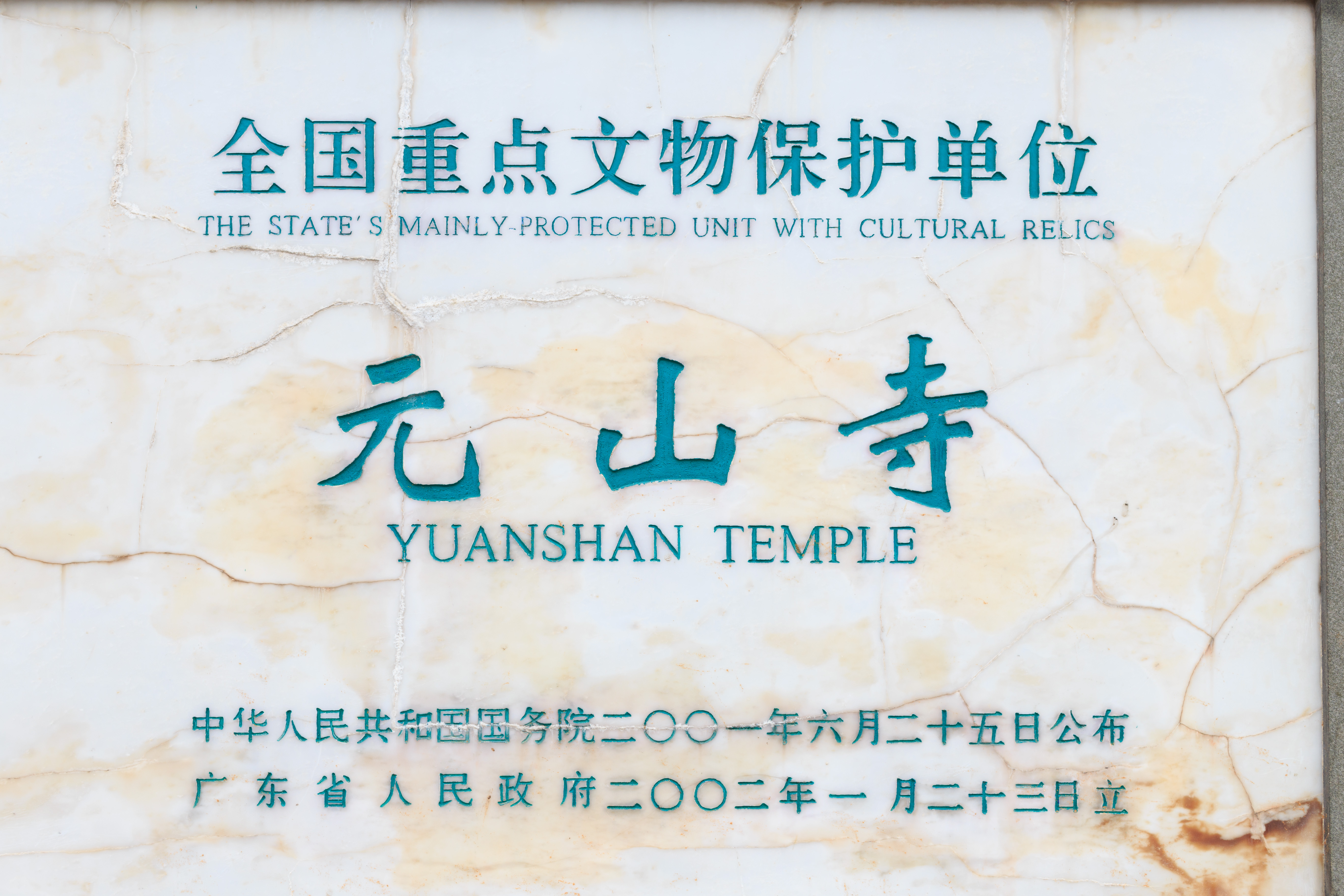
玄武山元山寺文保碑

### 核电站
2007年10月，被列为国家核电中长期发展规划的广东陆丰核电厂（广东第四核电厂）确定将在碣石镇田尾山落户，总投资额约为422亿元人民币，第一台机组拟于2019年运行。

陆丰核电厂是广东省粤东地区的首个核电项目，建成后不仅可以解决粤东地区的电荒，还可以为碣石当地发展提供动力。

## 人文

### 方言
碣石镇通行閩南語陸豐話，在當地俗称「福佬话」。
碣石鎮郊外也有少部分村落使用军话。军话与当地自明代以来的卫所军户制度关系十分密切，现讲军话的大多为当时军户的后裔。

### 宗族
碣石镇乡村是典型的现代宗族社会，乡村群众生活有着浓郁的宗族色彩，各种重要仪式包括传统节庆及迁居婚丧等活动大部分都由宗族出面组织并在祠堂中举行。以血缘作为纽带的宗族活动具有悠久的历史及深厚的群众基础，体现在一村一姓（或几个大姓），而一姓一祠。

### 教育
碣石镇拥有陆丰地区中教学条件比较完善的中等教育学校。
| 初级中等学校                                         | 初级中等学校 |
| ---------------------------------------------------- | ------------ |
| 陆丰市碣石第二中学                                   | ¹            |
| 陆丰市碣北中学                                       | ¹            |
| 陆丰市碣南中学                                       | ¹            |
| 陆丰市碣石龙湖中学（碣石第五中学）                   | ¹            |
| 陆丰市玉燕中學初中部                                 | ²            |
| 高级中等学校                                         |              |
| 陆丰市碣石中学                                       | ¹            |
| 陆丰市新安职业技术学校                               | ¹            |
| 陆丰市玉燕中學高中部                                 | ²            |
| 注： ¹为公立全日制中学 ²为私立(或民办公助)全日制中学 |              |

### 名人
- 刘永福：广西人，光绪二十八年(1902年)至宣统三年(1911年)间任广东碣石镇总兵[31]。
- 曾逢年：本地出身，道光二十九年(1849年)五月任广东碣石镇总兵[32]。
- 温贤：本地出身，咸丰九年（1859年）任广东水师提督（驻虎门）。
- 卢锻：本地出身，清代兵部主事。